# Rajd Finlandii 1993
Rajd Finlandii 1993 (43. 1000 Lakes Rally) – 43 Rajd Finlandii rozgrywany w Finlandii w dniach 27-29 sierpnia. Była to dziewiąta runda Rajdowych Mistrzostw Świata w roku 1993. Rajd został rozegrany na nawierzchni szutrowej. Bazą rajdu było miasto Jyväskylä.

## Wyniki końcowe rajdu
| Msc.                   | Kierowca               | Pilot                  | Samochód                  | Czas                   | Strata                 | Grupa                  | Punkty                 |
| Klasyfikacja generalna | Klasyfikacja generalna | Klasyfikacja generalna | Klasyfikacja generalna    | Klasyfikacja generalna | Klasyfikacja generalna | Klasyfikacja generalna | Klasyfikacja generalna |
| ---------------------- | ---------------------- | ---------------------- | ------------------------- | ---------------------- | ---------------------- | ---------------------- | ---------------------- |
| 1.                     | Juha Kankkunen         | Denis Giraudet         | Toyota Celica Turbo 4WD   | 04:23.5                | -                      | A8 M                   | 20                     |
| 2.                     | Ari Vatanen            | Bruno Berglund         | Subaru Impreza 555        | 04:24.4                | +0:47                  | A8 M                   | 15                     |
| 3.                     | Didier Auriol          | Bernard Occelli        | Toyota Celica Turbo 4WD   | 04:26.0                | +2:10                  | A8 M                   | 12                     |
| 4.                     | Tommi Mäkinen          | Seppo Harjanne         | Lancia Delta HF Integrale | 04:28.3                | +4:35                  | A8                     | 10                     |
| 5.                     | Kenneth Eriksson       | Staffan Parmander      | Mitsubishi Lancer RS      | 04:29.3                | +5:41                  | A8 M                   | 8                      |
| 6.                     | Sebastian Lindholm     | Timo Hantunen          | Ford Escort RS Cosworth   | 04:31.3                | +7:43                  | A8                     | 6                      |
| 7.                     | Hannu Mikkola          | Arne Hertz             | Toyota Celica Turbo 4WD   | 04:32.3                | +8:42                  | A8 M                   | 4                      |
| 8.                     | Lasse Lampi            | Pentti Kuukkala        | Mitsubishi Galant VR-4    | 04:33.2                | +9:27                  | A8                     | 3                      |
| 9.                     | Armin Schwarz          | Nicky Grist            | Mitsubishi Lancer RS      | 04:34.1                | +10:15                 | A8 M                   | 2                      |
| 10.                    | Marcus Grönholm        | Voitto Silander        | Toyota Celica Turbo 4WD   | 04:40.2                | +19:29                 | A8                     | 1                      |
| PWRC                   |                        |                        |                           |                        |                        |                        |                        |
| 1 (11).                | Jarmo Kytölehto        | Arto Kapanen           | Mitsubishi Galant VR-4    | 4:43:29                | -                      | N4                     | ?                      |
| 2 (12).                | Juha Hellman           | Tapio Järvi            | Mitsubishi Galant VR-4    | 4:44:27                | +0:58                  | N4                     | ?                      |
| 2L WRC                 |                        |                        |                           |                        |                        |                        |                        |
| 1 (18).                | Bruno Thiry            | Stéphane Prévot        | Opel Astra GSi 16V        | 4:57:47                | -                      | A7 2L                  | ?                      |
| 2 (22).                | Pavel Sibera           | Petr Gross             | Škoda Favorit 136 L       | 5:10:55                | +13:08                 | A5 2L                  | ?                      |
| 3 (22).                | Emil Triner            | Jiří Klíma             | Škoda Favorit 136 L       | 5:12:57                | +15:10                 | A5 2L                  | ?                      |

1. ↑  Litera M przy oznaczeniu grupy do której należy samochód oznacza, iż tylko ci kierowcy z grupy A zdobywali punkty dla swoich zespołów liczonych w klasyfikacji producentów na koniec sezonu.

## Klasyfikacja po 9 rundach
Tabele przedstawiają tylko pięć pierwszych miejsc.

### Kierowcy
| Lp. | Kierowca          | Pkt |
| --- | ----------------- | --- |
| 1   | Juha Kankkunen    | 91  |
| 2   | Francois Delecour | 82  |
| 3   | Massimo Biasion   | 66  |
| 4   | Didier Auriol     | 59  |
| 5   | Colin McRae       | 44  |

### Producenci
| Lp. | Producent  | Pkt |
| --- | ---------- | --- |
| 1   | Toyota     | 131 |
| 2   | Ford       | 111 |
| 3   | Subaru     | 73  |
| 4   | Lancia     | 67  |
| 5   | Mitsubishi | 57  |